# 平板显示器
平板显示器（Flat panel display），包含多種科技，使顯示器（video display）比傳統電視機（traditional television）更加輕薄，厚度通常小於4英吋（100 mm）。

## 種類
- DLP (數位光处理)
- 等离子显示器
- 液晶显示器（LCDs）
- 薄膜電晶體液晶顯示器（TFT-LCDs）
- 有机发光二极管显示器（OLEDs）
- 发光二极管显示器（LED）
- 电致发光显示器（ELDs）
- 表面傳導電子發射顯示器（SEDs）
- 场发射显示器（FEDs）（ 纳米-发射显示器（NEDs））